# Atletismo nos Jogos Paralímpicos de Verão de 2016 – 100 m feminino T47
A disputa de 100 m feminino T47 do atletismo nos Jogos Paralímpicos de Verão de 2016 ocorreu no quarto dia de jogos, 11 de setembro, no Estádio do Maracanã. A estadunidense Deja Young foi a medalhista de ouro com o tempo de 12s15.

## Resultado
| Ranking | Atleta             | País               | Tempo   | Notas |
| ------- | ------------------ | ------------------ | ------- | ----- |
| 1       | Deja Young         | USA Estados Unidos | 12.15   |       |
| 2       | Alicja Fiodorow    | POL Polônia        | 12.46   |       |
| 3       | Teresinha de Jesus | BRA Brasil         | 12.84   |       |
| 4       | Anna Grimaldi      | NZL Nova Zelândia  | 12.96   |       |
| 5       | Polly Maton        | GBR Grã-Bretanha   | 13.09   |       |
| 6       | Sheila Finder      | BRA Brasil         | 13.27   |       |
| 7       | Sae Tsuji          | JPN Japão          | 13.30   |       |
| 8       | Yunidis Castillo   | CUB Cuba           | 1:06.16 |       |